# آرثر إتش وايت
آرثر إتش وايت (بالإنجليزية: Arthur H. White) هو عالم اجتماعي أمريكي، ولد في 30 مارس 1924 في بوسطن في الولايات المتحدة، وتوفي في 25 أغسطس 2014 في ستامفورد في الولايات المتحدة.

## وصلات خارجية
- الموقع الرسمي